# Leșnikovți, Pernik
Leșnikovți (în bulgară Лешниковци) este un sat în comuna Trăn, regiunea Pernik,  Bulgaria. 

## Demografie
Componența etnică a satului Leșnikovți
     Bulgari (46,15%)
     Romi (53,84%)
     Nicio identificare (0%)
     Altele (0%)
La recensământul din 2011, populația satului Leșnikovți era de 13 locuitori. Din punct de vedere etnic, majoritatea locuitorilor (53,84%) erau romi, cu o minoritate de bulgari (46,15%). Pentru 0% din locuitori nu este cunoscută apartenența etnică.